# Тамарина, Руфь Мееровна
Ру́фь Мее́ровна Тама́рина (урождённая Гиршберг; 21 июня 1921, Николаев, Николаевская губерния — 11 июня 2005, Томск, Россия) — советская поэтесса.
Отец, большевик-подпольщик Меер Семёнович Гиршберг (Гиршберг-Тамарин, 1896—1938), в 1935—1938 годах — директор Московского вагоноремонтного завода имени Войтовича, с 1918 года однопартийцам-подпольщикам, партизанам и в Красной армии, а также затем, при советской власти, был известен как тов. Тамарин. Однако официально смена фамилии на партийный и общепринятый псевдоним произойдёт только в конце 1920-х.

## Биография

### Детство и юность
Родилась в Николаеве в семье военнослужащего, командира подразделения РККА Меера Семёновича Гиршберга, уроженца Звенигородки; мать — Тамара Михайловна — работала экономистом. В период Гражданской войны отец воевал на юге России и на Украине, был командиром в различных частях Красной армии. Мать — образованная, интеллигентная женщина, окончившая с золотой медалью гимназию, затем кредитно-экономический институт. В 1929 году был переезд семьи в город Смоленск. Рождение брата Артура. Демобилизация отца из Красной армии и его переход на партийную работу в областных структурах ВКП(б). На следующий (1930) год, в связи с переводом отца на новую, управленческую хозяйственную работу, семья переезжает в Москву, в квартиру в доме № 6 по Большой Грузинской улице. Вот что вспоминает Руфь Мееровна об отце: 
…Я очень любила своего отца, которого видела мало и редко — в тридцатые годы было заведено на любом мало-мальски «руководящем» посту работать до поздней ночи: авось понадобишься наверху". А уезжал он на работу чуть свет…
В 1935 году Меер Семёнович Тамарин становится директором Московского вагоноремонтного завода имени тов. Войтовича. В короткие сроки он выводит завод из глубокого провала на стабильно растущие показатели и одним из первых в СССР становится кавалером новоучреждёного ордена «Знак Почёта»... Но в 1937 году в органы поступает донос, что ещё в 1925 году в Харькове, когда широко обсуждалась (и осуждалась) на собраниях книга Льва Троцкого «Уроки Октября», Тамарин выступил хоть и осуждая книгу, но в то же время призывая к сдержанности в адрес её автора, как одного из вождей партии, как члена ЦК. В 1937 году в это время раскручен маховик репрессий, особенно против старых революционеров и большевиков. Донос принят к делу, это послужило исключением орденоносца, идейного большевика тов. Тамарина из членов партии коммунистов, а затем и арестом его органами НКВД. Где, когда и как он погиб — не сообщалось (только в 1997 Р. М. Тамарина узнала, что он расстрелян 16 июня 1938 года, место захоронения — пос. Коммунарка Московской области). Школьницу Руфь сразу же исключили из комсомола. В 1938 году, как член семьи репрессированного, была арестована и тоже репрессирована мама, приговорена к заключению в ИТЛ. В 1940 году у Руфи была поездка в Мордовию, в Темниковские лагеря на свидание с матерью. Брат Артур, как малолетний, будет забран в детский дом для детей врагов народа. В 1941 году детский дом находился на Украине. В панике отступления не всех детдомовцев успели эвакуировать. Фашисты расстреляли подростка из еврейской семьи в первые же дни оккупации.
Тем не менее шестнадцатилетняя Руфь, оставшаяся тогда жить в Москве, заканчивает среднюю школу, вновь вступает в ряды ВЛКСМ и в 1939 году поступает в Московский литературный институт им. Горького, где обучение проводилось в вечернее время. Днём необходимо было находиться на работе. В 1937 году принимается закон, жёстко запрещающий опоздания на работу. Так как она в 1939 году дважды опоздала (второй раз на 15 минут) на работу к началу рабочего дня, впервые была репрессирована — получила 2 месяца лагерей общих работ.
В Литинституте она училась на семинаре известного поэта Ильи Сельвинского с такими впоследствии известными поэтами, как Борис Слуцкий, Павел Коган, Сергей Наровчатов и др. Атмосфера была восторженной, и когда началась Великая Отечественная война, все сразу же, не дожидаясь военкоматовских повесток, попросились добровольцами на фронт. Летом 1941 года ушла на фронт санинструктором и Руфь (Руфия) Тамарина. Большинство из талантливых поэтов-мальчишек уже не вернётся к литературной деятельности, они солдатами погибнут в сражениях обороняющейся Красной армии.

### Война
В августе 1941 года Руфия Тамарина добровольцем записывается на курсы фронтовых санинструкторов. Однако на фронт их направили только в последних числах ноября 1941-го, их 46-я стрелковая бригада должна была закрыть прорыв немцев под Вязьмой. Бригаду бросили на прорыв под Вязьмой, где в жестоких боях она была почти полностью уничтожена.
Оставшимся в живых ополченкам (женщинам-добровольцам) разрешили вернуться в Москву, где Р. Тамарина встретила свою любовь литератора Алексея Страхова. Когда органы по надуманному обвинению арестовали и затем расстреляли А. Страхова, Тамарина, как его фактическая жена, тоже сразу же оказалась в тюрьме на Лубянке по обвинению в недонесении. Была осуждена по статье 58-12 (недонесение), но, с учётом её фронтового опыта на передовой, наказание было заменено — вместо концентрационных лагерей её направили опять на фронт, в действующую армию, уже в составе штрафбата. Осенью 1942 года Р. Тамарина была определена рядовым-санинструктором в состав 2-й армейской отдельной штрафной роты 41-й стрелковой дивизии 40-й армии Западного фронта. Часть вела оборонительные бои под разъездом Дичня в Орловской области. В феврале 1943-го часть перешла в наступление, в котором погиб в основном весь её личный состав. В тех боях, в том числе, погиб и тот солдат, который в условиях фронтовой осени стал близким для Руфии человеком («слюбились»), отцом её дочери, родившейся в апреле 1943. Перед родами и в условиях фактического искупления участием в боях на передовой, Р. Тамарину выводят из состава солдат-«штрафников» и демобилизуют из рядов РККА. В условиях полуголодной жизни ослабленный болезнями ребёнок не выжил, так ещё одна трагедия настигла Тамарину в августе 1943.
Уже весной 1945 года старшекурсница Института имени Горького Руфь Тамарина вновь, в третий раз попадёт на фронт. На несколько дней. Её практически приняли корреспондентом фронтовой редакции 5-й гвардейской танковой армии «За отвагу». Эта редакция была как бы маленьким филиалом Литинститута, ряд старшекурсников и выпускников этого вуза работали в то или иное время в этой редакции. В тот момент 5-я Гв. Т.А. находилась в Прибалтике на границе с Германией и готовилась к наступлению. Однако новых корреспондентов, прибывших в редакцию из Литинститута, Руфь Тамарину и поэта Леонида Чернецкого вызвали в СМЕРШ и напомнили им об их не вполне политически безупречном прошлом, в связи с чем им было отказано в пребывании в наступающих на Германию частях. Их вернули в Москву.
Фронт стал важнейшей вехой в её жизни, военная тема прочно вошла в творчество поэтессы.

### После фронта
Руфь Тамарина вновь восстанавливается на учёбе в Литературном институте. Окончила его в 1945 году. Выпускной госэкзамен, который принимала комиссия под председательством известного поэта Николая Тихонова, Руфь Тамарина сдала на «отлично». После этого последовал вызов в отделение МГБ СССР (бывший НКВД). Вынужденное, под угрозами, подписание документа о сотрудничестве с органами. Летом 1946 года Р. Тамарина устраивается на работу в сценарную студию «М» при Институте кинематографии Министерства кинематографии СССР, где была старшим редактором (1946—1948). Продолжала часто бывать в институте, жить атмосферой поэзии.

### ГУЛАГ, жизнь в Казахской ССР
Вскоре Руфь опять оказалась под испытаниями её прочности. В 1947 году, после освобождения из лагеря ГУЛАГа и препровождения в фактическую ссылку (101-й км от Москвы) в городе Александров погибает её мать. Одновременно, то ли органы оказались сильно разочарованы в Р. Тамариной, то ли началась новая кампания (тогда начиналась новая, послевоенная волна репрессий, в том числе по линии борьбы с космополитами), поэтесса сама попадает в молох ГУЛАГа.
28 марта 1948 года Руфь Тамарину арестовали и доставили в тюрьму на Лубянке. Следователи МГБ Иванов и Серёгин «не стеснялись» в методах ведения жестоких допросов. Тамарина обвинялась в шпионаже, при этом в её вину ставят знакомство с прогрессивным журналистом США в Москве Робертом Магидовым. Сын выходцев из России, Роберт Магидов ещё в 1932 году приехал в СССР как турист, затем вновь приехал уже как корреспондент одной из радиостанций США. Потом Роберт женился на русской девушке и долгие годы жил в нашей стране, оставаясь гражданином Америки. Руфь Тамарина знала его с 12 лет, он бывал в их доме, а его родители были родом с Украины, были земляками её родственников. В 1948 году органами МГБ американец Р. Магидов, был объявлен шпионом и выслан из СССР.

В результате 12 июня 1948 года Тамарина была приговорена Особым совещанием к 25 годам лагерей «по подозрению в шпионаже в пользу США». Тамарина вспоминала, что не сойти с ума в ту ночь после приговора ей помогла книга М. Пришвина «Женьшень», которую ей подсунула одна из сокамерниц — мудрая, много пережившая женщина. 
…Я добросовестно старалась читать её и незаметно увлеклась — прочла вдруг о том, как маралам срезают их богатство — роскошные ветвистые рога — панты, чтобы делать из них целебнейшие лекарства. Оленя загоняют в специальный станок, мгновение боли, и его выпускают, но уже без ветвистой его гордости. И далее Пришвин пишет о том, что, глядя, с каким достоинством вынес эту, не только болезненную, но и унизительную операцию гордый красавец олень, он, писатель, понял, что нет и не может быть унизительных положений, если сам себя не унизишь… Я запомнила её на всю жизнь, и она помогала мне все те восемь с половиной лет, что пришлось прожить в заключении.
После осуждения была отправка по этапу в город Джезказган (Каз. ССР). Особые впечатления наложило пребывание в Пересыльной тюрьме Карлага. В конце концов Р. Тамарина была препровождена в Особый лагерь № 4 «Степной» (Степлаг, посёлок Кенгир). Условия содержания заключённых были просто ужасными, жизнь заключённых — как в пещерном веке. На ночь зеков запирали в бараках, рабочий день был не менее, чем 10-часовым и ещё затем по 2 часа работали в жилой зоне — летом делали саман, зимой чистили снег. Письма разрешалось писать только один раз в полгода. Однако Тамариной повезло, в лагере она, имевшая опыт фронтового медработника, работала медсестрой, затем библиотекарем, и даже один месяц побывала на должности бригадира. Знакомство с судьбами заключённых потрясло Тамарину, заставило по-новому взглянуть на суть сталинского режима. Здесь состоялось знакомство и завязалась дружба с Брониславой Борисовной Майнфельд (1901—1971), которую Руфь называла своей лагерной мамой-защитницей: та отбывала в концлагере уже второй срок подряд. Первый приговор как «член семьи изменника родины» она отбывала в Темниковских лагерях. Второй раз она была арестована в 1950 году по делу ЗИС во время «борьбы с космополитизмом».
В 1954 году Р. Тамарина получает разрешение на переписку и свидания с родными, режим её заключения постепенно смягчается. Тем не менее жестокие условия Степлага приводят к тому, что в лагерях посёлка Кенгир 16 мая 1954 года вспыхивает мощное восстание зеков, впоследствии описанное в том числе в книгах Солженицына. К восставшим прибывает на переговоры заместитель Генерального прокурора СССР. Восставшие передают ему обращение с просьбами о пересмотре их дел, в большинстве своём сфабрикованных в рамках той или иной кампании НКВД/МГБ. Однако ожиданиям людей не суждено было осуществиться, власть идёт на подавление восстания танками Т-34, при этом погибают сотни мужчин и женщин. В отношении выживших проводится следствие о степени участия в беспорядках.
В начале 1956 года состоялся приезд государственной комиссии по реабилитации. Р. М. Тамариной, в ответ на её просьбу об освобождении, комиссия отвечает отказом. Однако её срок наказания снижают с 25 лет заключения до 12 лет. После этого Р. Тамарину переводят в Никольский лагерь в городе Балхаш (Карагандинская область Каз. ССР). Здесь ей предстоит тяжёлая работа на рытье траншей, строительстве домов. След в судьбе поэтессы оставляет знакомство с бригадиром Михаилом Гавриловичем Морозовым, ставшим впоследствии её мужем.
Шестилетним мальчиком Миша Морозов был увезён родителями в эмиграцию в Югославию. Его отец, казачий полковник Гавриил Прокопьевич Морозов, не пожелал принять чужое гражданство и так и жил там с семьей «лицом без гражданства». Тем не менее Миша Морозов сумел закончить Белградский университет. Во время войны вступил в русские казачьи соединения, чтобы как-то прокормиться, не умереть с голоду. Был военным топографом. В мае 1945 года их часть в западной Австрии была пленена армией Великобритании. Когда англичане решили передать русских пленных советскому командованию, Михаил решил хоть таким образом, но всё же попасть на Родину. И попал. В фильтрационном лагере проработал в шахте, забое, недолго был нормировщиком. В 1949 году получил срок 10 лет по статье 58, пункты 4, 10, 11. Пункт 4 «помощь международной буржуазии», а пункты 10 и 11 — за несколько слов о том, что после смены в шахте в буфете зоны нечего купить, кроме стакана компота и тощей селёдки, и новый лагерный срок ему был обеспечен. В декабре 1955 года Михаила Гавриловича этапом отправили в Сибирь, где в одном месте собирали всех «лиц без гражданства» послевоенной Европы, затем он оказался в лагере в казахском городе Балхаш. А Руфь Тамарину в то же время перевели сюда же, в соседний женский Балхашский лагерь, откуда отряды женщин выводили на работы на «стройки народного хозяйства».
1956, осень. — Условно-досрочное освобождение Р. М. Тамариной (всего в ГУЛАГе (в Степлаге, Каз. ССР) она провела 8,5 лет). Гражданский брак её с М. Г. Морозовым.
После выхода из лагеря супруги остались жить в Балхаше, ей дают работу литературного сотрудника районной газеты «Балхашский рабочий» и здесь публикуются её первые «свободные» стихи. В декабре 1956 года всё же происходит реабилитация Тамариной как необоснованно репрессированной в годы сталинщины. Руфь Мееровна едет в Москву с целью добиться окончательной реабилитации и разрешения на прописку в столице. Однако власть отвечает ей отказом в праве жить в столице. Тамарина возвращается в Балхаш и ищет здесь работу. Михаил Гаврилович начинает работать на заводе № 517 (ЗОЦМ) в прокатном цехе, а Руфь Мееровна, познакомившись с ответственным секретарём редакции городской газеты «Балхашский рабочий» Верой Андреевной Колобаевой, вскоре смогла работать в штате этой газеты. В Балхаше супруги прожили недолго, в 1957 году переехали в столицу республики город Алма-Ату. Здесь Тамарина начинает работать в сценарном отделе Казахской республиканской студии кинохроники («Казахфильм») (1957—1961 гг.). Здесь, в Алма-Ате у супругов рождается сын. Руфь Тамарина пишет и публикует стихи, повести, поэмы, её талант замечен, она становится членом Союза писателей Казахстана, следом её принимают в члены Союза писателей СССР. Так супруги и остались в Казахской ССР, где случилось всё главное в их жизни — это любовь, семья, сын, работа в литературе, поэзия и книги стихов, первое признание читателей... В Алма-Ате Руфь Тамарина работала заведующей литературной частью республиканского академического русского театра драмы имени М. Ю. Лермонтова (1962—1964; 1966—1968), литературным сотрудником газет «Казахстанская правда» (1964—1966) и «Огни Алатау» (1966—1970); много ездила по республике и всей душой полюбила и эту землю, и умных, добрых её людей.
Полная реабилитация её мужа, М. Г. Морозова, состоялась лишь в 1974 году.
Так сложилось, что Руфь Мееровна большую часть своей жизни прожила в Алма-Ате. Её дом был там своеобразным культурным центром, где встречались интереснейшие люди, где всегда были рады молодым талантам, и многим Тамарина помогла определиться в литературе, оставалась наставницей и другом на долгие годы, многие, ныне известные поэты, с благодарностью называют её своим Учителем.

### Томск в судьбе поэтессы
В 1995 году, после смерти мужа, Руфь Тамарина перебралась в Томск, поближе к живущей здесь семье своего сына.
Тяжело болела. Ослепла и была прикована к постели, но не сдавалась и продолжала писать. В городе Томске у неё вышло несколько книг. В 1999 году местное издательство «Водолей» выпустило сразу две её книги «Новогодняя ночь» (поэзия) и «Щепкой — в потоке» (лагерная проза). Затем появились «Такая планида, или Зарубки на „Щепке“» (2002), «Зелёная тетрадь» (2003). Большая подборка стихов опубликована в томском литературном альманахе «Каменный мост» (2004).
Умерла в Томске в 2005 году. Среди её последних стихов, написанных в Томске, обнаружилась «Старая вечная песенка» с подзаголовком «Вольный перевод с идиш». Почитайте это шутливое стихотворение и представьте, сколько тепла и нерастраченного чувства таилось, может быть, всю жизнь в душе поэтессы и лишь на склоне лет, на пороге смерти было извлечено ею на свет:
Рано утром старый Шолом
 Стал умеренно весёлым,
 Стал умеренно весёлым — так-то вот.
 Он надел свою ермолку,
 И собрался втихомолку,
 И пошёл туда, куда и весь народ.
 А народ шёл в синагогу,
 Чтобы помолиться Богу,
 И покаяться, в чём грешен — так-то вот.
 Но в тот день Шолома ноги
 Не дошли до синагоги,
 А дошли совсем наоборот…
Похоронена своими родными на кладбище города Асино (Томская область).
Ещё при жизни получила широкое общественное признание, в том числе в таких странах мира, как современный Казахстан и Израиль, однако как поэтесса так и не получила официального государственного внимания ни в одной из стран, где жила, воевала, страдала, творила: ни на Украине, ни в России, ни в Казахстане.

### Литературное творчество
Начала печататься как поэтесса с 1939 года, в том числе стихи выходили на страницах журнала «Работница».
1939—1945. Литературное творчество в годы обучения в Литинституте. Выдвижения на литературную премию имени Салтыкова-Щедрина.
1957. Начало литературного творчества в Казахстане после освобождения из ГУЛАГа.
1962. Вышел в свет её первый поэтический сборник «Жизнь обычная».
1966. Член Союза писателей Казахской ССР, тогда же становится членом Союза писателей СССР.
1996. Становится одним из инициаторов и организаторов создания Томской областной организации Союза российских писателей; является одним из зачинателей сибирского регионального литературного альманаха «Каменный мост». Член Союза российских писателей.
1991 и 1999. Работа над автобиографической документальной повестью «Щепкой в потоке…» (лагерная проза), посвящённой эпохе сталинщины.
2002. Издание продолжения автобиографической повести: книга «Такая планида, или Зарубки на „Щепке“».

### Награды
- Как реабилитированный после ГУЛАГа гражданин СССР и как действительный ветеран-фронтовик Великой Отечественной войны в марте 1985 года, в связи с 40-летием Победы, в числе прочих ветеранов Войны награждена правительственным орденом Отечественной войны II степени[13].
- Юбилейная медаль «Тридцать лет Победы в Великой Отечественной войне 1941—1945 гг.» (вручена в Каз.ССР, 1975) и медаль «Ветеран труда СССР» (вручена в Каз.ССР, 1981).

## Сочинения
Многие стихи отдельно печатались в газетах и журналах СССР и СНГ в 1939—2002 гг.
- Руфь Тамарина. Жизнь обычная / (поэтический сборник). — Алма-Ата, 1962; затем там же, издание 1979 и 1981 гг.
- Руфь Тамарина. Новые стихи / (поэтический сборник). — Алма-Ата, 1965
- Руфь Тамарина. В ливнях и грозах / (поэтический сборник). — Алма-Ата, 1968
- Руфь Тамарина. Зелёный ветер / (поэтический сборник). — Алма-Ата, 1971
- Руфь Тамарина. Весна, лето, осень… / (поэтический сборник). — Алма-Ата, 1975
- Руфь Тамарина. Надежда / (поэтический сборник). — Алма-Ата: издательство «Жазуши», 1979
- Руфь Тамарина. Ожидание. — М.: издательство «Пограничник», 1980
- Руфь Тамарина. Жизнь обычная. Стихи и поэмы. — Алма-Ата: издательство «Жазуши», 1981
- Руфь Тамарина. Простые истины / (поэтический сборник). — Алма-Ата: издательство «Жазуши», 1985
- Руфь Тамарина. Время добрых людей / (поэтический сборник). — Алма-Ата: издательство «Жалын», 1989
- Руфь Тамарина. Щепкой в потоке... // Док. повесть, стихи, поэмы. — Алма-Ата: издательство «Жалын», 1991
- Руфь Тамарина. Щепкой в потоке... (лагерная проза) // Док. повесть, стихи, поэмы. / Второе издание, исправленное и дополненное — Томск: издательство «Водолей», 1999
- Руфь Тамарина. Избранное. — Алма-Ата: издательство «Жазуши», 1994
- Руфь Тамарина. Новогодняя ночь / (поэтический сборник). — Томск: издательство «Водолей», 1999
- Руфь Тамарина. Такая планида, или Зарубки на «Щепке» // / Руфь Мееровна Тамарина; Томск. обл. ист.-просветит., правозащит. и благотворит. общество «Мемориал», Музей обществ.-полит. истории XX века. — Томск: издательство «Водолей», 2002
- Руфь Тамарина. Зелёная тетрадь / (поэтический сборник). — Томск, 2003
- Руфь Тамарина. Помедли, миг. — Томск, 2003

Большая подборка стихов опубликована в томском литературном альманахе «Каменный мост» (2004).

## Книги и публикации о поэтессе
- Шайкевич-Ильина, Тамара Яковлевна. Руфь — поэт и судьба. — Алма-Ата, 2009
- Черноголовина Галина Васильевна. Тамарина Р. М. Энергия риска. Штрихи к портрету. // Простор. Литературно-художественный журнал. — Алма-Ата, 1979, № 3. — С.122-126.

## Комментарии
1. ↑  В разные периоды жизни в быту использовала имена Руфия Мироновна и Рутя.
2. ↑  Решением ВКВС СССР М.С. Тамарин был полностью реабилитирован в январе 1958 года как незаконно репрессированный.
3. ↑  Ей надо было из района ещё только строящейся станции метро «Электрозаводская» с пересадками добираться к месту работы в Садовом кольце.
4. ↑  В своих воспоминаниях Р. М. Тамарина пишет, что из осторожных высказываний Б. Б. Майнфельд она сделала  вывод, что  Бронислава Борисовна Майнфельд была вдовой Л. Г. Левина, личного врача Максима Горького, осуждённого на знаменитом «бухаринском» процессе в марте 1938 года. Однако Лев Григорьевич был на 30 лет старше Майнфельд, его жену и мать его сыновей звали иначе. В действительности Бронислава Борисовна Майнфельд, одна из первых русских женщин-инженеров, начальник цеха коробки скоростей автозавода АМО/ЗИС[4][5][6], была женой немецкого коммуниста Макса Людвиговича Левина (1885—1937)[7][8], первый раз арестована как ЧСИР, срок 8 лет отбывала в Темлаге, во время войны освобождена раньше окончания срока в 1944, и по требованию Лихачёва возвращена на ЗИС[9], в 1950 году арестована второй раз по делу ЗИС, срок 25 лет, отбывала в Степлаге (Кенгир). 1 августа 1955 дело прекращено за отсутствием состава преступления[10].  Освободившись, добилась реабилитации мужа[5].
5. ↑  По канонам определения еврейства, которое определяется, особенно в Государстве Израиль, по линии матери, — а она у Р.М. Тамариной была русской, — поэтесса не может быть признана еврейкой. Тем не менее в конце жизни она (дань любви к отцу?) написала несколько стихотворений в стиле еврейского этноса.